# Alfa Romeo P1
Alfa Romeo Tipo P1 был первым автомобилем Гран-при, собранный  Alfa Romeo в 1923 году. Автомобиль имел 2.0 л. 6-цилиндровый рядный двигатель и производил 95 л.с. (75 кВт) при 5000 об/мин. Два автомобиля участвовали на Гран-при Италии в Монце в 1923 году. Модели были сделаны специально для Антонино Аскари иУго Сивоччи. Во время своего тестового заезда на Гран-при в сентябре 1923 года Сивоччи попал в аварию и погиб. В результате этой трагедии, Alfa Romeo снялась с соревнований и развитие автомобиля прекратилось. В 1924 году новая версия была выпущена под именем P1 Compressore.
После гибели Сивоччи 1923 году, на смену Мерози Витторио Яно был нанят Alfa Romeo для создания нового автомобиля, тогда и появился на свет новый гоночный автомобиль P2.

## Сноски
1. ↑  Gran Premio Romeo 1923 (P1). soltanto-alfaromeo.nl/. Дата обращения: 16 мая 2009. Архивировано 10 апреля 2013 года.